# Copa do Mundo de Polo em Neve da FIP de 2015
A Copa do Mundo de Polo em Neve de 2015 foi a quarta edição da Copa do Mundo de Polo em Neve da Federação Internacional de Polo (FIP), que foi sediada em Tianjin, China; no Tianjin Goldin Metropolitan Polo Clube, de 28 de janeiro à 8 de fevereiro de 2015. No torneio, doze seleções de todo mundo competiram entre si para eleger à melhor seleção de polo em neve daquele ano, com handicap dentre 14 e 16 gols. No final do campeonato, a seleção brasileira conquistou sua primeira vitória no torneio de forma invicta, a taça foi entregada pelo embaixador do Brasil na China, Rafael Leme, ao vencer a seleção estadunidense na final por 11 a 4.

## Competição
Zona 1
| Data           | Grupo A       | Grupo B   | Marcador |
| -------------- | ------------- | --------- | -------- |
| 28 de janeiro  | Inglaterra    | Peru      | 5 - 4    |
| 28 de janeiro  | Canadá        | Brasil    | 1 - 9    |
| 28 de janeiro  | Nova Zelândia | Argentina | 7 - 5    |
| 30 de janeiro  | Canadá        | Peru      | 4 - 1    |
| 30 de janeiro  | Nova Zelândia | Brasil    | 3 - 5    |
| 30 de janeiro  | Inglaterra    | Argentina | 3 - 5    |
| 1 de fevereiro | Nova Zelândia | Peru      | 7 - 2    |
| 1 de fevereiro | Inglaterra    | Brasil    | 4 - 5    |
| 1 de fevereiro | Canadá        | Argentina | 3 - 5    |

Zona 2
| Data           | Grupo C        | Grupo D | Marcador |
| -------------- | -------------- | ------- | -------- |
| 29 de janeiro  | Hong Kong      | Espanha | 4 - 2    |
| 29 de janeiro  | Estados Unidos | Chile   | 4 - 5    |
| 29 de janeiro  | México         | França  | 2 - 9    |
| 31 de janeiro  | Estados Unidos | Espanha | 5 - 4    |
| 31 de janeiro  | México         | Chile   | 2 - 7    |
| 31 de janeiro  | Hong Kong      | França  | 4 - 7    |
| 2 de fevereiro | México         | Espanha | 2 - 5    |
| 2 de fevereiro | Hong Kong      | Chile   | 6 - 7    |
| 2 de fevereiro | Estados Unidos | França  | 4 - 5    |

|  | Quartas de final | Quartas de final |                |           | Semifinais     | Semifinais     |  |  | Final          | Final |
|  |                  |                  |                |           |                |                |  |  |                |       |
|  | 4 de fevereiro   |                  |                |           |                |                |  |  |                |       |
|  |                  |                  |                |           |                |                |  |  |                |       |
|  | Brasil (pen)     | 6 (4)            |                |           |                |                |  |  |                |       |
|  | Brasil (pen)     | 6 (4)            | 7 de fevereiro |           |                |                |  |  |                |       |
|  | Hong Kong        | 6 (3)            |                |           |                |                |  |  |                |       |
|  | Hong Kong        | 6 (3)            | Brasil         | 9         |                |                |  |  |                |       |
|  | 4 de fevereiro   |                  | Brasil         | 9         |                |                |  |  |                |       |
|  |                  | Argentina        | 7              |           |                |                |  |  |                |       |
|  | Chile            | Argentina        | 7              | 8         |                |                |  |  |                |       |
|  | Chile            |                  | 8 de fevereiro | 8         |                |                |  |  |                |       |
|  | Argentina        | 9                |                |           |                |                |  |  |                |       |
|  | Argentina        | 9                | Brasil         | 11        |                |                |  |  |                |       |
|  | 5 de fevereiro   |                  | Brasil         | 11        |                |                |  |  |                |       |
|  |                  | Estados Unidos   | 4              |           |                |                |  |  |                |       |
|  | Nova Zelândia    | Estados Unidos   | 4              | 6         |                |                |  |  |                |       |
|  | Nova Zelândia    | 7 de fevereiro   |                | 6         |                |                |  |  |                |       |
|  | Estados Unidos   | 9                |                |           |                |                |  |  |                |       |
|  | Estados Unidos   | 9                | Estados Unidos | 7         | Terceiro lugar | Terceiro lugar |  |  |                |       |
|  | 5 de fevereiro   |                  | Estados Unidos | 7         | Terceiro lugar | Terceiro lugar |  |  |                |       |
|  |                  | França           | 6              |           |                |                |  |  |                |       |
|  | França           | França           | 6              | 8         | França         | 5              |  |  |                |       |
|  | França           |                  |                | 8         | França         | 5              |  |  |                |       |
|  | Canadá           | 6                |                | Argentina | 8              |                |  |  |                |       |
|  | Canadá           | 6                |                |           | 8              |                |  |  |                |       |
|  |                  |                  |                |           |                |                |  |  | 8 de fevereiro |       |
|  |                  |                  |                |           |                |                |  |  |                |       |

| · Brasil · 1º título |

## Prêmios individuais
- Jogador mais valioso:  Gustavo García.[3][5]
- Melhor cavalo:  Bagi .[3][5]
- Artilheiro da competição:  Guiga Lins (23 gols, 5 na final)[3]

## Links externos
- Regras oficiais e organização.
- Calendário e resultados.